# Маршал авиации (Австралия)
Маршал авиации (англ. Air marshal) — воинское звание (чин) в Королевских ВВС Австралии. В Сухопутных войсках Австралии званию маршала авиации соответствует звание Генерал-лейтенант, а в Военно-морских силах — Вице-адмирал. Является «трёхзвёздным» званием (по применяемой в НАТО кодировке — OF-8).
Было введено 9 ноября 1920 года при создании австралийских ВВС по аналогии с соответствующим званием британских Королевских военно-воздушных сил.
Звание третье по старшинству после Маршала Королевских Австралийских ВВС (англ. Marshal of the Royal Australian Air Force) и Главного маршала авиации (англ. Air Chief Marshal). Является старшим по отношению к званию Вице-маршала авиации (англ. Air Vice Marshal).
В настоящее время данное звание присваивается «Начальнику ВВС (CAF)». Другими трёхзвёздочными должностями, потенциально доступными офицерам ВВС, являются «Заместитель начальника Сил обороны (VCDF)», «Начальник совместных операций (CJOPS)», «Начальник совместных возможностей (CJC)» и «Начальник военной разведки (CDI)».